# Ali Bujsaim
Ali Mohamed Bujsaim ou علي بوجسيم, né le 9 septembre 1959 à Dubaï, est un ancien arbitre de football émirati. 

## Carrière
Il a officié dans beaucoup de compétitions majeures :
- Coupe du monde de football des moins de 20 ans 1991 (1 match)
- Jeux olympiques de 1992 (3 matchs)
- Coupe d'Asie des nations de football 1992 (1 match)
- Tournoi Merdeka 1993 (2 matchs)
- CAN 1994 (4 matchs)
- Coupe du monde de football de 1994 (2 matchs)
- Coupe des confédérations 1995 (2 matchs dont la finale)
- CAN 1996
- Coupe d'Asie des nations de football 1996 (2 matchs)
- Gold Cup 1998 (2 matchs)
- Coupe du monde de football de 1998 (3 matchs)
- Coupe d'Asie des nations de football 2000 (3 matchs dont la finale)
- Tournoi Hassan II 2000 (finale)
- Coupe des confédérations 2001 (2 matchs dont la finale)
- CAN 2002
- Coupe du monde de football de 2002 (2 matchs)
- CAN 2004